# همار
الإِرْبِيَانُ أو الرُّوبِيَانُ أو الهُمّار (الاسم العلمي Homarus) هو جنس من جراد البحر، ويضم الأنواع التجارية الشائعة منها جراد البحر الأمريكي وجراد البحر الأوروبي. وهناك نوع في هذا الجنس، يعرف باسم جراد البحر الأخضر (H. capensis)، نُقل في عام 1995 إلى
جنس Homarinus.